# Cyril Scott
Cyril Meir Scott (ur. 27 września 1879 w Oxton w hrabstwie Cheshire, zm. 31 grudnia 1970 w Eastbourne) – angielski kompozytor i pianista.

## Życiorys
Pochodził z wykształconej rodziny, jego ojciec był nauczycielem języków klasycznych, matka natomiast muzyczką. Wcześnie objawił talent muzyczny i został wysłany przez rodziców do Frankfurtu, gdzie w latach 1891–1893 uczył się u Lazzaro Uzielliego i Engelberta Humperdincka. Po rocznym pobycie w Anglii wrócił w 1895 roku do Frankfurtu, gdzie został uczniem Iwana Knorra. Wraz z Rogerem Quilterem, Percym Graingerem, Henrym Balfourem Gardinerem i Normanem O’Neillem należał do tzw. Frankfurt Group. W 1898 roku osiadł w Liverpoolu, gdzie uczył gry na fortepianie. Koncertował w wielu krajach, m.in. w 1920 roku w Stanach Zjednoczonych. W 1969 roku został członkiem Królewskiej Akademii Muzycznej.

## Twórczość
Muzyka Scotta reprezentuje styl impresjonistyczny. Duży wpływ na jego twórczość wywarła poezja i sztuka artystów z kręgu dekadencji takich jak Maurice Maeterlinck, Stefan George i Aubrey Beardsley. Na początku XX wieku cieszył się dużą popularnością jako twórca zarówno muzyki kameralnej i pieśni, jak też dużych dzieł orkiestrowych i oper. W drugiej połowie stulecia jego twórczość popadła jednak w zapomnienie. Scott interesował się literaturą i sztuką, a także teozofią, okultyzmem i homeopatią. Był autorem książek The Philosophy of Modernism in Its Connection with Music (1917), The Initiate Trilogy (1920, 1927, 1935), My Years of Indiscretion (1924), The Influence of Music on History and Morals: A Vindication of Plato (1928), Music: Its Secret Influence through the Ages (1933), An Outline of Modern Occultism (1935), The Christian Paradox (1942), Medicine, Rational and Irrational (1946), Cancer Prevention (1968) i autobiograficznej Bone of Contention (1969).

## Ważniejsze kompozycje
(na podstawie materiałów źródłowych)

### Utwory orkiestrowe
- 3 symfonie (I 1900 wycofana, II 1903 zrewid. jako 3 Symphonic Dances, III The Muses 1939)
- Christmas Overture (1906)
- poemat symfoniczny La Princesse Maleine (1907)
- 2 Passacaglias on Irish Themes (1912)
- Sinfonietta na orkiestrę smyczkową, organy i harfę (1954)
- Neapolitan Rhapsody (1960)
- Sinfonietta na orkiestrę smyczkową (1962)

### Koncerty na instrumenty i orkiestrę
- 2 koncerty fortepianowe (I 1915, II 1958)
- koncert skrzypcowy (1927)
- koncert wiolonczelowy (1931)
- koncert na 2 skrzypiec (ok. 1935)
- koncert na klawesyn (1937)
- koncert na obój (1946)

### Utwory fortepianowe
- Lotus Land (1905)
- Danse nègre (1908)
- Impressions on Jungle Book według Rudyarda Kiplinga (1912)
- Old China (1918)
- Indian Suite (1922)

### Utwory wokalno-instrumentalne
- La belle dame sans merci na baryton, chór i orkiestrę, słowa John Keats (1916)
- Mystic Ode na chór i orkiestrę, słowa Arkwright Lundy i kompozytor (1933)
- Hymn of Unity na głosy solowe, chór i orkiestrę, słowa kompozytora (1947)

### Opery
- The Alchemist, libretto kompozytora (1917, wyst. Essen 1925)
- The Saint of the Mountain, libretto kompozytora (1925)
- Maureen O’Mara, libretto kompozytora (1946)

### Balety
- The Incompetent Apothecary (1923)
- Karma (1926)
- The Masque of the Red Death (1932)